# Szellemvadászok (televíziós sorozat, 2002)
A Szellemvadászok (eredeti címén Phantom Investigators) amerikai televíziós báb-animációs filmsorozat, amelynek rendezője és alkotója Stephen Holman és Josephine T. Huang. Műfaját tekintve fantasy, rejtély és filmvígjáték-sorozat. Amerikában 2002. május 25-e és augusztus 17-e között a Kids' WB vetítette, Magyarországon pedig 2007. március 17-étől június 16-ig az RTL Klub mutatta be a Kölyökklub műsorblokkban szombatonként.

## Szereplők
| Szereplő                 | Eredeti hang       | Magyar hang     | Leírás                                                                      |
| ------------------------ | ------------------ | --------------- | --------------------------------------------------------------------------- |
| Daemona Prune            | Courtney Vineys    | Németh Kriszta  | A sorozat főszereplője egy 12 éves vérvörös hajú lány, aki a csapat vezére. |
| Jericho                  | Alecsander Kocev   | ?               | Egy narancssárga hajú fiú, aki telekinetikus képességekkel rendelkezik.     |
| Casey                    | Andrew Decker      | Pálmai Szabolcs | Egy szemüveges fiú, aki alakokat tud váltani.                               |
| Kira Williams            | Amber Ross         | Törtei Tünde    | Egy fekete lány, aki telepatikus képességekkel rendelkezik.                 |
| Felix Navarro professzor | Richard Cansino    | Rudas István    | Daemona és csapatának mentora.                                              |
| Wad                      | ?                  | Szokol Péter    | Egy rágógumi kobold.                                                        |
| Jinxy                    | ?                  | Kapácsy Miklós  | Egy balszerencsés démon.                                                    |
| Mr. Prune                | Dave Mallow        | ?               | Daemona édesapja.                                                           |
| Mrs. Prune               | Jessica Gee-George | ?               | Daemona édesanyja.                                                          |
| Max                      | Adam McArthur      | ?               | ?                                                                           |
| Matzarathulu             | Rocco George       | ?               | ?                                                                           |
| Melanie                  | Kasha Kropinski    | ?               | ?                                                                           |
| Morgg                    | Steve Marvel       | ?               | ?                                                                           |
| Psyjaak                  | John Richard Hale  | ?               | ?                                                                           |

- További magyar hangok : Markovics Tamás, Papucsek Vilmos, Pipó László

## Epizódok
| #   | Magyar cím | Eredeti cím           | Eredeti sugárzás    | Magyar sugárzás (RTL Klub) |
| --- | ---------- | --------------------- | ------------------- | -------------------------- |
| 01. | ?          | Demon Driver          | 2002. június 22.    | 2007. március 17.          |
| 02. | ?          | Skating the Plank     | 2002. július 6.     | 2007. március 24.          |
| 03. | ?          | Omega Pizza Pi        | 2002. június 29.    | 2007. március 31.          |
| 04. | ?          | Birthday Presence     | 2002. május 25.     | 2007. április 14.          |
| 05. | ?          | From Egypt with Love  | 2002. július 13.    | 2007. április 21.          |
| 06. | ?          | Haunted Dreams        | 2002. július 20.    | 2007. április 28.          |
| 07. | ?          | Stall of Doom         | 2002. június 8.     | 2007. május 5.             |
| 08. | ?          | Were-Dog              | 2002. június 15.    | 2007. május 12.            |
| 09. | ?          | The Year of the Snake | 2002. június 1.     | 2007. május 19.            |
| 10. | ?          | The 5th P.I.          | 2002. július 27.    | 2007. május 26.            |
| 11. | ?          | Ghosts on Film        | 2002. augusztus 3.  | 2007. június 2.            |
| 12. | ?          | Thank Wad             | 2002. augusztus 10. | 2007. június 9.            |
| 13. | ?          | Secrets Exposed!      | 2002. augusztus 17. | 2007. június 16.           |